# Exoprosopa diluta
Exoprosopa diluta är en tvåvingeart som beskrevs av Mario Bezzi 1924. Exoprosopa diluta ingår i släktet Exoprosopa och familjen svävflugor.
Artens utbredningsområde är Kenya. Inga underarter finns listade i Catalogue of Life.